# Вестерн-Рокс
Вестерн-Рокс (англ. Western Rocks) — група скелястих островів в архіпелазі островів Сіллі, Велика Британія, омивається Кельтським морем.